# 山谷ブルース
『山谷ブルース』（さんやブルース）『友よ』（ともよ）は、岡林信康が作詞作曲を手がけた楽曲。

## 概要
1968年6月『ほんじゃまあおじゃまします』のB面に登場し、これが岡林信康の初リリースシングルになるはずだったのが、『ほんじゃまあおじゃまします』が発売中止となり、同年9月25日、日本ビクターよりリリースされる。これが、岡林信康のデビュー曲となる。

### 「山谷ブルース」
歌詞の内容は、山谷の住人である日雇労働者が、独白する内容となっており、これは岡林本人が山谷で日雇い労働者として働いていた時に経験した内容が元になっている。
山谷に日雇い労働者で働いていた時期、同志社大学神学部の平賀久裕から、山谷に案内してほしいと頼まれ、一緒に山谷に滞在していた際に、彼が当時流行っていた扇ひろこの「新宿ブルース」の替え歌として、この歌の原型を作った。
平賀が作った詩を、山谷で一緒に働き、後にURCレコード社員になる田頭道登が自費出版『山谷のキリスト者』三号に掲載し、それを岡林に送って岡林が補作してできあがった。
最初に出来た詩と、岡林信康が補作した詩では、1番以外は大幅に変更されている。

#### エピソード
- この歌がヒットした時、ビクターレコードからヒット賞なるものをもらい、ビクターのトレードマークとなっているちょこんと首をかしげた子犬のブロンズ像をもらった。それを平賀にプレゼントしたところ、大喜びでそれを行きつけの居酒屋に飾って、毎晩チビチビやっていたという[4]。
- 「山谷ブルース」が出て、結構売れたら、ビクターレコードが「森進一の次の演歌歌手として育てたいから、岡林のことはビクターに任してくれ」と言ってきたが、当時所属していた高石音楽事務所が「冗談じゃない」と蹴った。「もしその時アホな事務所に入っていて、第二の森進一の道を歩まされていたら、どういうことになっていたんだろう（笑）」と述懐している[8]。
- 1977年の中村とうようとの対談の中で、小さい頃から賛美歌中心で育ってきた中で、どうして演歌調の曲が作れたんだという問いに、高石友也が作ったアルバムの中に演歌調の曲があり、「そのころぼくはフォーク言うたら英語で歌うもんやと思うてたから、キングストン・トリオみたいな。そしたら高石さんが、釜ヶ崎で拾った歌やとか、そんなのを歌うてて、それがうれしくて、そこから『山谷ブルース』ができたちゅうこともあるね」と語っている。ただ、高石本人は演歌調の曲をアルバムに入れることに抵抗があったが、ビクターレコードから「演歌調の曲を入れないと売れない」と言われ、イヤイヤ入れたと後から聞いて、びっくりしたという。岡林は高石本人にフォークの既成概念を破ってくれた思いを、「それであんたが好きになったんや」と伝えたところ、弁明しづらかったらしく「ムニャムニャ言うてたわ（笑）」とのこと[9]。
- 当時、岡林はギターの弾けないコードがあり、ならば弾けるコードだけで曲を作ろうと出来たのが、この曲であるとファンの間では伝説となっている。[要出典]

### 友よ
詳細は「友よ」を参照。

## 収録曲

### SIDE A
1. 山谷ブルース  –  (3:45)
  - 作詞：平賀久裕・岡林信康、作曲・編曲：岡林信康
  - 歌：岡林信康
  - ギター：加藤和彦[10]

### SIDE B
1. 友よ  –  (3:28)
  - 作詞：岡林信康・鈴木孝雄（フォーク・キャンパーズ）、作曲・編曲：岡林信康
  - 歌：岡林信康、高石友也、フォーク・キャンパーズ

## カヴァー
岡林信康本人の歌唱の他、著名な歌手のカバーが、アップロードされている。ダウン・タウン・ブギウギ・バンドのロック調のアレンジのカヴァーが、注目される。
- ダウン・タウン・ブギウギ・バンド（1974年、アルバム『脱・どん底』収録）
- 森進一（1975年、アルバム『湯けむりの町』収録）
- 北原ミレイ（1976年、アルバム『失われた時を求めて』収録）
- 八代亜紀（1980年、アルバム『八代亜紀リサイタル'79 〜私の愛する演歌〜』収録）
- 鳥羽一郎（2005年、アルバム『時代の歌 III』収録）
- 吉幾三（2012年、アルバム『あの頃の青春を詩う』収録）

## 収録アルバム
- わたしを断罪せよ 岡林信康フォーク・アルバム第一集（1969年）  –  ともに別バージョンの「山谷ブルース」「友よ」収録
- 岡林信康URCシングル集 +8（2013年）  –  「山谷ブルース」「友よ」収録
- 岡林四十五景〜デビュー45周年記念ベスト盤（2013年）  –  「山谷ブルース」「友よ」収録
- 森羅十二象（2018年）  –  セルフカバー版の「山谷ブルース」収録

カバー
- 脱・どん底（1974年）  –  ダウン・タウン・ブギウギ・バンドのセカンド・アルバム。「山谷ブルース」をカバー。